# پنتازول
پنتازول (به انگلیسی: Pentazole) با فرمول شیمیایی N
۵H یک ترکیب شیمیایی با شناسه پاب‌کم ۶۴۵۱۴۶۷ است. که جرم مولی آن ۷۱٫۰۴۱۴ g/mol می‌باشد. 